# Bagrowka
Bagrowka (ros. Багровка) – wieś (ros. деревня, trb. dieriewnia) w zachodniej Rosji, w sielsowiecie bolszeiwanowskim rejonu wołowskiego w obwodzie lipieckim.

## Geografia
Miejscowość położona jest w dorzeczu rzeki Ołym, 1,5 km od centrum administracyjnego sielsowietu bolszeiwanowskiego (Bolszaja Iwanowka), 15 km od centrum administracyjnego rejonu (Wołowo), 122 km od stolicy obwodu (Lipieck).
W granicach miejscowości znajduje się ulica Sadowaja (9 posesji).

## Demografia
W 2012 r. miejscowość zamieszkiwało 10 osób.